# Масубия

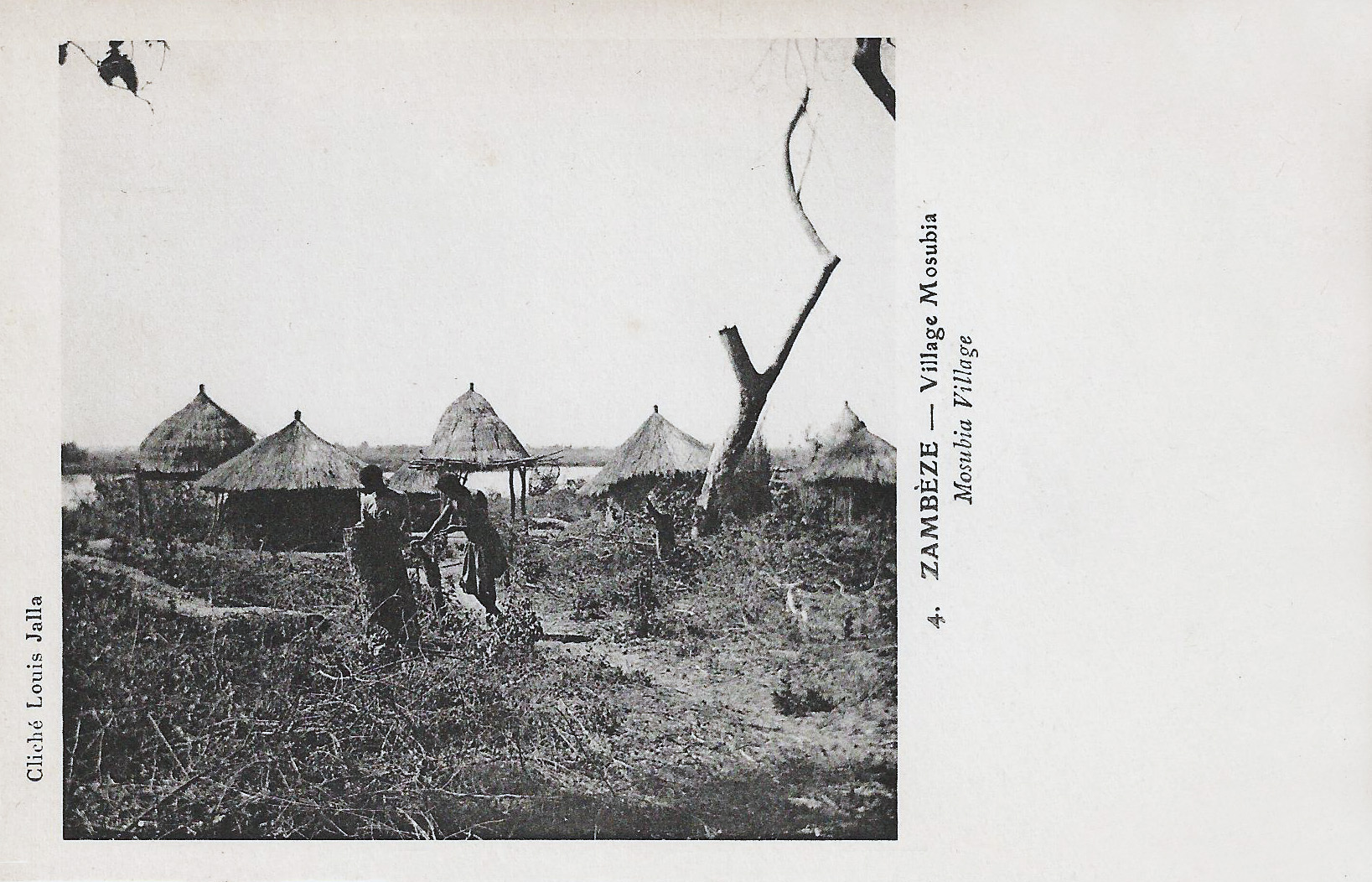
Деревня мосубия

Масубия — народ, проживающий в основном в Намибии, а также в Ботсване и Замбии. Столицей этого народа является деревня Букола.

## История
Масубия — выходцы из Центральной Африки, которые мигрировали на юг, на территорию современной Ботсваны. Из-за постоянных войн вынуждены были переселится в регион Каприви, где под предводительством короля Санджо они воздвигли свою столицу Букало. В XVI-XVII веке в результате вторжения племён лози были включены в состав их королевства Баротселенд, где переняли язык и культуру лози.
Согласно Занзибарскому договору в 1890 году регион вошёл в состав Германской Юго-Западной Африки. После Первой мировой войны территория Полосы Каприви вместе с другими землями Юго-Западной Африки по мандату Лиги наций попали под управление Южно-Африканского союза и были в его составе до обретения независимости Намибией 21 марта 1990 года. В 1994 году была сформирована Армия освобождения Каприви, которая начала проводить кампанию за предоставление автономии региону.

## Хозяйство и быт
Основными занятиями Масубия являются земледелие, собирательство, охоты и рыбаловство. Женщины несут ответственность за сельскохозяйственную деятельность, в то время как мужчины занимаются охотой и рыболовством. Основными продуктами питания является твёрдая каша с рыбой или кислым молоком.

## Религия
Согласно данным организации «Проект Джошуа», 40 % Масубии являются христианами, а 60 % придерживаются их этнической религии. Религия Масубия основана на поклонении предкам, по их поверьям умершие предки считаются духами-хранителями человека. Тех кто не уважает этих духов, духи наказывают. Масубия считают, что духи связаны с Творцом и служат посредниками между миром живых и богами.